# Maria Giuseppa di Baviera
Maria Giuseppa di Baviera (Marie Josephe Antonie Walburga Felicitas Regula; Monaco di Baviera, 20 marzo 1739 – Vienna, 28 maggio 1767) è stata Imperatrice consorte del Sacro Romano Impero, regina dei Romani, arciduchessa d'Austria, granduchessa di Toscana etc. per il suo matrimonio con Giuseppe II. Per nascita fu una principessa e duchessa di Baviera come figlia di Carlo VII, elettore di Baviera, e di Maria Amalia d'Austria.
Membro del Casato di Wittelsbach, nacque a Monaco di Baviera.

## Famiglia
Maria Giuseppa era la settima la minore dei figli di Carlo Alberto, Elettore di Baviera e Imperatore del Sacro Romano Impero. Sua madre Maria Amalia era un'Arciduchessa d'Austria per nascita. I suoi nonni materni erano Giuseppe I, Imperatore del Sacro Romano Impero e Guglielmina Amalia di Brunswick-Lüneburg. Dal lato paterno era nipote di Massimiliano II Emanuele, Elettore di Baviera, e di Teresa Cunegonda Sobieska, la figlia del re della confederazione polacco-lituana, Giovanni III Sobieski. La madre di Giuseppa, l'Arciduchessa Maria Amalia partorì sette figli, di cui soltanto quattro raggiunsero l'età adulta. I fratelli e sorelle di Maria Giuseppa includevano suo fratello Massimiliano III, Elettore di Baviera e due sorelle Maria Antonia, Elettrice di Sassonia e Maria Anna Giuseppa, Margravia di Baden-Baden.

## Matrimonio

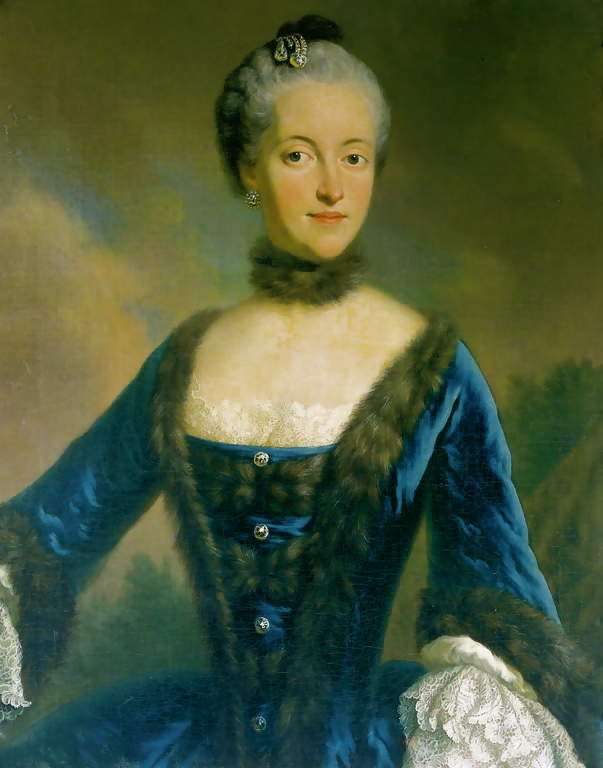
Maria Giuseppa in un ritratto di Meytens del 1765 ca.

Il 23 gennaio 1765, all'età di 25 anni, sposò suo cugino di secondo grado, il vedovo Giuseppe, Re dei Romani, ed erede dell'Imperatrice Maria Teresa d'Austria, nel Castello di Schönbrunn. Era maggiore di suo marito di due anni.
Il matrimonio non fu mai felice; aveva avuto luogo soltanto per la pressione della madre di Giuseppe, Maria Teresa, che voleva che suo figlio fornisse un erede al trono. Giuseppe, tuttavia, non avrebbe mai voluto risposarsi dopo la morte della sua amata prima moglie, Isabella di Parma, anche se aveva fatto alcuni approcci verso la sorella minore di Isabella, Maria Luisa di Parma. Maria Luisa, tuttavia, era già fidanzata al principe ereditario di Spagna ed in ogni caso non era interessata.
Giuseppe non trovava Maria Giuseppa fisicamente attraente: in una lettera la descrisse come una "persona bassa e po' grassa" con "brutti denti". Ammise, tuttavia, che, per quanto il suo carattere fosse preoccupante, Maria Giuseppa era una "donna irreprensibile" che lo amava, e che egli la apprezzava per le sue caratteristiche positive, ma soffriva perché non poteva amarla. Giuseppa d'altra parte, aveva amato Giuseppe con tanto ardore e fu profondamente colpita dalla sua cattiveria nei suoi confronti, essendo di indole mite e timida, e consapevole della propria inferiorità, tremava e impallidiva ogni volta che era in presenza del marito.
Alla morte di suo suocero il 18 agosto 1765, Maria Giuseppa diventò Imperatrice del Sacro Romano Impero. Sua suocera, tuttavia, rimase la figura più potente ed importante dell'impero e alla corte di Vienna.
Dal breve matrimonio di Maria Giuseppa e Giuseppe non nacquero figli, ma per la maggior parte dei due anni del suo matrimonio, lo stato di salute di Giuseppa portò lei e gli altri a supporre che fosse incinta. Nell'ottobre 1765, in una lettera a suo fratello minore Leopoldo (delicatamente omessa da Arneth nella versione resa pubblica), Giuseppe scrisse: 'Per quanto riguarda la mia imperatrice, non ci sono cambiamenti. Non è ammalata ma ha un notevole disturbo. Ella (Giuseppa) è forse incinta pur senza il minimo gonfiore. Io proprio non capisco, e mi consolo con la felice vita che conduco come marito scapolo.'
Il mese successivo, scrisse: 'Vivo quasi da scapolo, alzandomi alle 6 del mattino, andando a letto alle 11, vedendo mia moglie solo a tavola e toccandola solo a letto.'

## Morte
Il 28 maggio 1767, dopo soltanto due anni di matrimonio, Maria Giuseppa morì di vaiolo come era accaduto ad Isabella. Dopo la morte della giovane imperatrice, la Corte immediatamente si immerse nel lutto. Suo marito non le fece visita durante la malattia, anche se sua suocera Maria Teresa lo fece. Nel far ciò, anche Maria Teresa si ammalò ma sopravvisse. Maria Giuseppa fu sepolta nella Cripta Imperiale a Vienna, ma Giuseppe non partecipò al suo funerale.
La non amata imperatrice giocò un ruolo nella vita di suo marito una volta di più dopo la sua morte, quando egli avanzò pretese su una vasta parte della Baviera nel 1778–1779. Egli basò la sua pretesa su, tra gli altri motivi, il suo matrimonio con la seconda moglie bavarese. Questa diatriba alla fine sfociò nella guerra di successione bavarese. Al termine, la dinastia Asburgo ottenne soltanto l'Innviertel.

## Titoli e trattamento
- 30 marzo 1739 – 23 gennaio 1765: Sua Altezza Serenissima Maria Giuseppa, Principessa di Baviera, Duchessa di Baviera
- 23 gennaio 1765 – 18 agosto 1765: Sua Maestà La Regina dei Romani
- 18 agosto 1765 – 28 maggio 1767: Sua Maestà Imperiale L'Imperatrice del Sacro Romano Impero

## Ascendenza
|                                               |                      |                                             | Genitori                            |  |  | Nonni |  |  | Bisnonni                              |  |  | Trisnonni                           |  |
|                                               |                      |                                             |                                     |  |  |       |  |  | Ferdinando Maria, Elettore di Baviera |  |  | Massimiliano I, elettore di Baviera |  |
|                                               |                      |                                             |                                     |  |  |       |  |  | Ferdinando Maria, Elettore di Baviera |  |  | Massimiliano I, elettore di Baviera |  |
|                                               |                      | Maria Anna d'Austria                        |                                     |  |  |       |  |  | Ferdinando Maria, Elettore di Baviera |  |  |                                     |  |
| Massimiliano II Emanuele, Elettore di Baviera |                      |                                             |                                     |  |  |       |  |  | Ferdinando Maria, Elettore di Baviera |  |  |                                     |  |
|                                               |                      | Enrichetta Adelaide di Savoia               | Vittorio Amedeo I, Duca di Savoia   |  |  |       |  |  |                                       |  |  |                                     |  |
|                                               |                      | Enrichetta Adelaide di Savoia               | Vittorio Amedeo I, Duca di Savoia   |  |  |       |  |  |                                       |  |  |                                     |  |
|                                               |                      | Enrichetta Adelaide di Savoia               | Cristina di Francia                 |  |  |       |  |  |                                       |  |  |                                     |  |
| Carlo VII, Imperatore del Sacro Romano Impero |                      | Enrichetta Adelaide di Savoia               |                                     |  |  |       |  |  |                                       |  |  |                                     |  |
|                                               |                      | Giovanni III Sobieski                       | Jakub Sobieski                      |  |  |       |  |  |                                       |  |  |                                     |  |
|                                               |                      | Giovanni III Sobieski                       | Jakub Sobieski                      |  |  |       |  |  |                                       |  |  |                                     |  |
|                                               |                      | Giovanni III Sobieski                       | Zofia Teofillia Daniłowicz          |  |  |       |  |  |                                       |  |  |                                     |  |
| Teresa Cunegonda Sobieska                     |                      | Giovanni III Sobieski                       |                                     |  |  |       |  |  |                                       |  |  |                                     |  |
|                                               |                      | Maria Casimira Luisa de la Grange d'Arquien | Henri Albert de La Grange d'Arquien |  |  |       |  |  |                                       |  |  |                                     |  |
|                                               |                      | Maria Casimira Luisa de la Grange d'Arquien | Henri Albert de La Grange d'Arquien |  |  |       |  |  |                                       |  |  |                                     |  |
|                                               |                      | Maria Casimira Luisa de la Grange d'Arquien | Françoise de la Châtre              |  |  |       |  |  |                                       |  |  |                                     |  |
| Maria Giuseppa di Baviera                     |                      | Maria Casimira Luisa de la Grange d'Arquien |                                     |  |  |       |  |  |                                       |  |  |                                     |  |
|                                               | Leopoldo I d'Asburgo | Ferdinando III d'Asburgo                    |                                     |  |  |       |  |  |                                       |  |  |                                     |  |
|                                               | Leopoldo I d'Asburgo | Ferdinando III d'Asburgo                    |                                     |  |  |       |  |  |                                       |  |  |                                     |  |
|                                               | Leopoldo I d'Asburgo | Maria Anna di Spagna                        |                                     |  |  |       |  |  |                                       |  |  |                                     |  |
| Giuseppe I d'Asburgo                          | Leopoldo I d'Asburgo |                                             |                                     |  |  |       |  |  |                                       |  |  |                                     |  |
|                                               |                      | Eleonora del Palatinato-Neuburg             | Filippo Guglielmo del Palatinato    |  |  |       |  |  |                                       |  |  |                                     |  |
|                                               |                      | Eleonora del Palatinato-Neuburg             | Filippo Guglielmo del Palatinato    |  |  |       |  |  |                                       |  |  |                                     |  |
|                                               |                      | Eleonora del Palatinato-Neuburg             | Elisabetta Amalia d'Assia-Darmstadt |  |  |       |  |  |                                       |  |  |                                     |  |
| Maria Amalia d'Austria                        |                      | Eleonora del Palatinato-Neuburg             |                                     |  |  |       |  |  |                                       |  |  |                                     |  |
|                                               |                      | Giovanni Federico di Brunswick-Lüneburg     | Giorgio di Brunswick-Lüneburg       |  |  |       |  |  |                                       |  |  |                                     |  |
|                                               |                      | Giovanni Federico di Brunswick-Lüneburg     | Giorgio di Brunswick-Lüneburg       |  |  |       |  |  |                                       |  |  |                                     |  |
|                                               |                      | Giovanni Federico di Brunswick-Lüneburg     | Anna Eleonora di Assia-Darmstadt    |  |  |       |  |  |                                       |  |  |                                     |  |
| Guglielmina Amalia di Brunswick-Lüneburg      |                      | Giovanni Federico di Brunswick-Lüneburg     |                                     |  |  |       |  |  |                                       |  |  |                                     |  |
|                                               |                      | Benedetta Enrichetta del Palatinato         | Edoardo del Palatinato-Simmern      |  |  |       |  |  |                                       |  |  |                                     |  |
|                                               |                      | Benedetta Enrichetta del Palatinato         | Edoardo del Palatinato-Simmern      |  |  |       |  |  |                                       |  |  |                                     |  |
|                                               |                      | Benedetta Enrichetta del Palatinato         | Anna Maria di Gonzaga-Nevers        |  |  |       |  |  |                                       |  |  |                                     |  |
|                                               |                      | Benedetta Enrichetta del Palatinato         |                                     |  |  |       |  |  |                                       |  |  |                                     |  |